# 빈 교향악단

빈 교향악단(독일어: Wiener Symphoniker)은 오스트리아의 대표적인 관현악단이다.

## 역사
1900년 빈 필하모닉 오케스트라에 이어 두 번째 연주회 전문 관현악단을 목표로 “빈 음악협회 관현악단”이 창단되었다. 명칭에서 알 수 있듯이 빈 음악협회(Musikverein) 소속의 악단이었고, 창단 때부터 음악 감독이나 상임 지휘자 등의 직책 없이 객원 지휘자들의 공연만으로 활동했다. 초창기 지휘자들로 페르디난트 뢰베와 프란츠 샬크, 한스 피츠너, 리하르트 슈트라우스 등이 활동했으며, 1903년에는 브루크너의 유작인 교향곡 제9번을 뢰베의 지휘로 초연하기도 했다.
초기에는 빈 필과 함께 빈 음악협회 대강당을 연주회장으로 사용하고 있었으나, 1913년에 새로운 공연장인 빈 콘체르트하우스가 건립되면서 상주 악단으로 들어갔다. 1차 세계대전과 세계 경제 공황 때는 심각한 재정난에 시달렸고, 그 해결책으로 1922년에 빈 톤퀸스틀러 관현악단을 흡수해 빈 필에 버금가는 대규모 악단으로 거듭나게 되었다. 1933년에는 악단 명칭을 현재의 것으로 공식 개칭했고, 빈 시의 보조금을 지원받는 시립 관현악단(Stadtorchester)이 되었다. 나치스 합병기에는 제국 관현악단으로 인정받아 존속할 수 있었으나, 여타 악단들과 마찬가지로 군수공장 등의 위문 공연이나 정치 행사를 위한 음악회 등을 의무적으로 수행해야 했다. 1944년 9월에는 전황 악화를 이유로 활동 정지 조치를 당하기도 했다.
2차 세계대전 종전 후인 1945년 9월에 활동을 재개했으며, 빈 악우협회(Gesellschaft der Musikfreunde) 음악 감독으로 재직하던 헤르베르트 폰 카라얀을 정기적으로 연주회에 초빙했다. 카라얀은 라이벌이었던 빌헬름 푸르트벵글러가 강한 영향력을 행사하는 빈 필의 경쟁 단체로 부각시키기 위해 악단을 집중 육성했으며, 자신의 이름을 딴 연속 연주회인 '카라얀 치클루스(Karajan-Zyklus)'를 개최했다. 그러나 카라얀이 1955년 베를린 필하모닉 오케스트라의 음악 감독으로 부임하자 관계가 소원해지기 시작했고, 이를 타개하기 위해 1960년에 볼프강 자발리슈를 초대 상임 지휘자로 초빙했다.
자발리슈에 이어 카를로 마리아 줄리니와 겐나디 로제스트벤스키, 라파엘 프뤼벡 데 부르고스, 블라디미르 페도세예프가 차례로 상임 지휘자 직책을 넘겨받아 활동했다. 수석 객원 지휘자로 활동한 조르주 프레트르와 프뤼벡 데 부르고스의 재임기에는 오스트리아에서 좀처럼 공연되지 않던 프랑스와 에스파냐 관현악 작품들의 적극적인 공연으로 화제가 되었으며, 페도세예프도 쇼스타코비치를 비롯한 러시아와 구 소련의 작품들을 많이 다루었다.
2005년부터는 이탈리아 출신의 파비오 루이시가 2013년까지 상임 지휘자를 역임하였고, 현재는 스위스 출신의 필리프 조르당이 영입되어 활동하고 있다.

## 주요 활동
설립 당시의 목적이 연주회 전문 악단이었던 만큼, 빈 국립오페라 관현악단 활동을 겸하고 있는 라이벌 악단인 빈 필보다 연주회 개최 횟수 면에서 우위를 점하고 있다. 정기 연주회 외에도 오스트리아 방송 협회(ORF)가 주관하는 현대음악 연주회나 청소년 음악회 등의 특별 연주회에도 출연하고 있으며, 여름에는 브레겐츠에서 개최되고 있는 브레겐츠 음악제의 상설 관현악단 자격으로 참가해 오페라나 발레 등의 무대 작품 반주도 담당하고 있다.
녹음 활동은 2차대전 후부터 활발히 진행하고 있으며, 상임 지휘자에 준하는 활동을 했던 카라얀도 몇 종류의 녹음과 영상물을 남기고 있다. 줄리니는 아르투로 베네데티 미켈란젤리와 베토벤의 피아노 협주곡 세 곡을 텔레비전 실황 방송 연주회 형식으로 녹음했고, 로제스트벤스키는 아내인 빅토리아 포스트니코바와 차이콥스키의 피아노 협주곡 전곡을 녹음하기도 했다. 필립스에 상당량의 관현악 작품을 녹음한 자발리슈나 쇼스타코비치의 교향곡 전곡을 녹음한 엘리아후 인발 등을 제외하면 관현악 전문 연주 단체임에도 협주곡이나 오페라, 합창 반주 등의 녹음이 많은 편이다. 최근에는 방송국의 실황 음원도 음반화하기 시작했으며, 오르페오와 헨슬러 등에서 발매되고 있다.
활동은 활발하지만 명성은 항상 빈 필에 못미친다는 평가를 받아 왔으나, 빈 필과 달리 대중 친화적인 면도 있고 레퍼토리 폭도 현대 음악을 포함해 상당히 넓다는 강점을 지니고 있다. 여성 단원 모집에 관해서도 유연한 편이다.

## 역대 지휘자
- 볼프강 자발리슈 (1960-1970 상임 지휘자)
- 요제프 크립스 (1970-1973 음악 고문)
- 카를로 마리아 줄리니 (1973-1976 상임 지휘자)
- 겐나디 로제스트벤스키 (1980-1982 상임 지휘자)
- 조르주 프레트르 (1986-1991 수석 객원 지휘자)
- 라파엘 프뤼벡 데 부르고스 (1991-1996 상임 지휘자)
- 블라디미르 페도세예프 (1997-2005 상임 지휘자)
- 파비오 루이지 (2005- 2013 상임 지휘자)
- 필리프 조르당 (2014- 상임 지휘자)

초대 상임 지휘자였던 자발리슈 이전에 준상임 격으로 활동한 주요 지휘자는 다음과 같다.
- 페르디난트 뢰베 (1900-1925)
- 빌헬름 푸르트벵글러 (1920년대-1930년대. 빈 악우협회 음악 감독)
- 오스발트 카바스타 (1933년-1940년대)
- 한스 스바로프스키 (1946-1948)
- 헤르베르트 폰 카라얀 (1948-1960. 빈 악우협회 음악 감독)